# NGC 6209
NGC 6209 este o galaxie spirală situată în constelația Pasărea Paradisului. A fost descoperită în 28 iunie 1835 de către John Herschel. Se află la o distanță de 72,44 de megaparseci de Pământ.